# Demonoid (site web)
Demonoid est un site web et un tracker BitTorrent ouvert en 2003. Le serveur, qui forme un "index" de téléchargements possibles, est semi-privé dans la mesure où il faut avoir un code d'invitation donné par un membre pour y avoir un compte. En août 2012, le site a fermé pour cause de problèmes législatifs. Il a rouvert fin mars 2014.

## Utilisation et invitations
L'utilisation pour les internautes est gratuite car le site est financé par des dons ainsi que des bannières publicitaires. Peu de temps après sa création, l'inscription au site s'est vu ouverte aux seuls possesseurs d'une invitation, laquelle est délivrée par un membre. Ces invitations sont assez rares à obtenir car Demonoid est une communauté où le système de parrainage est très présent et peut influer sur les connexions de chacun. Ainsi si un membre met en ligne un torrent véreux, il reçoit un avertissement. Au bout de cinq avertissements il est banni et un message est envoyé au parrain, lui suspendant pour une durée plus ou moins longue sa possibilité d'envoyer de nouvelles invitations. Ce système permet donc de purger les fichiers douteux pour garder une excellente qualité.
L'adresse du tracker était demonoid.com, demonoid.me puis demonoid.hk.
Pour utiliser Demonoid, il faut un logiciel supportant le protocole BitTorrent, les plus connus étant µTorrent et Vuze.
Le 6 août 2012, les serveurs ont été arrêtés, sans être saisis, par la section cybercrime de la police ukrainienne.
Le 12 novembre 2012, le tracker privé de Demonoid est de retour en ligne bien que le site Web et les forums restent hors-ligne. Demonoid ne semble plus hébergé chez ColoCALL en Ukraine ; les serveurs semblent dorénavant se situer à Hong Kong.
En mars 2014 le tracker est de retour sur l'internet. On note cependant qu'il n'est toujours pas possible de générer des codes de parrainage même pour les anciens membres qui y sont inscrits depuis le début.

## Communauté Demonoid
En plus de son service de tracker, Demonoid comporte un forum privé et un chat via le protocole IRC.
Il est aussi possible de consulter les commentaires d'un torrent en plusieurs langues, en fonction de la communauté ciblée. Ainsi, les torrents intéressants principalement dans le monde francophone seront commentés en français, permettant une meilleure compréhension aux personnes ne parlant pas l'anglais. Demonoid affiche tout de même dans sa charte que l'anglais reste la langue officielle. il est donc demandé aux utilisateurs de mettre, si possible, une transcription anglaise des posts échangés.